# Старий Стренчин
Старий Стренчин, раніше просто Стренчин (пол. Stary Stręczyn) — село в Польщі, у гміні Циців Ленчинського повіту Люблінського воєводства. Населення — 67 осіб (2011).

## Історія
У XVIII столітті вперше згадується церква східного обряду в селі.
За даними етнографічної експедиції 1869—1870 років під керівництвом Павла Чубинського, у селі здебільшого проживали греко-католики, які розмовляли українською мовою.
У 1975—1998 роках село належало до Холмського воєводства.

## Населення
Демографічна структура станом на 31 березня 2011 року:
|          | Загалом | Допрацездатний вік | Працездатний вік | Постпрацездатний вік |
| -------- | ------- | ------------------ | ---------------- | -------------------- |
| Чоловіки | 34      | 7                  | 22               | 5                    |
| Жінки    | 33      | 6                  | 20               | 7                    |
| Разом    | 67      | 13                 | 42               | 12                   |